# Веселиново (Ямболская область)
Весели́ново (болг. Веселиново) — село в Болгарии. Находится в Ямболской области, входит в общину Тунджа. Население составляет 1162 человека.

## Политическая ситуация
В местном кметстве Веселиново, в состав которого входит Веселиново, должность кмета (старосты) исполняет Татяна Йорданова Стоева (коалиция в составе 2 партий: Болгарская социалистическая партия (БСП) и Болгарская социал-демократия (БСД)) по результатам выборов.
Кмет (мэр) общины Тунджа — Георги Стоянов Георгиев (коалиция в составе 2 партий: Болгарская социалистическая партия (БСП) и Болгарская социал-демократия (БСД)) по результатам выборов.